# Cheiracanthium nervosum
Cheiracanthium nervosum is een spinnensoort uit de familie Cheiracanthiidae.
De wetenschappelijke naam van de soort werd in 1909 gepubliceerd door Eugène Simon.